# Let It Rock (Great White)
Let It Rock è l'ottavo album in studio del gruppo musicale statunitense Great White, pubblicato nel maggio del 1996 dalla Imago Records.
È il primo album registrato dal gruppo senza lo storico manager e produttore Alan Niven.
Dopo la parentesi acustica del precedente Sail Away, con questo disco i Great White decidono di ritornare alle loro radici hard rock.

## Tracce
1. My World – 5:28 (Don Dokken, Eric Johnson, Mark Kendall, Michael Lardie, Jack Russell)
2. Lil Mama – 4:27 (Kendall, Lardie, Russell, Dave Spitz)
3. Where Is the Love – 4:22 (Lardie, Russell)
4. Hand on the Trigger – 5:17 (Lardie, Russell)
5. Easy – 4:26 (Kendall, Lardie, Russell)
6. Pain Overload – 4:41 (Kendall, Lardie, Russell, Audie Desbrow)
7. Lives in Chains – 6:20 (Kendall, Lardie, Russell, Spitz)
8. Anyway I Can – 6:07 (Kendall, Lardie, Russell, Desbrow, Teddy Cook)
9. Man in the Sky – 4:38 (Russell, Todd Griffin)
10. Ain't No Way to Treat a Lady (cover di Helen Reddy) – 2:45 (Harriet Schock)
11. Miles Away – 5:32 (Kendall, Lardie, Russell)

## Formazione
Great White
- Jack Russell – voce, produzione
- Mark Kendall – chitarre, cori
- Michael Lardie – chitarre, tastiere, banjo, flauti, produzione, arrangiamenti, ingegneria del suono
- Audie Desbrow – batteria

Altri musicisti
- Dave Spitz – basso
- Cody McDonald – armonica a bocca
- Steffen Presley – sassofono tenore
- Douglas Gurwell – tromba e flicorni
- Ronald Glass – trombone
- Lovely Previn – violino
- Don Teschner – viola
- Martin Tillman – violoncello

Produzione
- Dito Godwin – produzione, ingegneria del suono
- Ulysses Noriega, Doug Field, Darian Rundall, Stacey Hanlon – ingegneria del suono (assistenti)
- Steve Hall – mastering